# Nová Ves (Olešník)
Nová Ves (dříve též Nevděkov) je malá vesnice, část obce Olešník v okrese České Budějovice v Jihočeském kraji. Nachází se asi 3,5 kilometru severovýchod od Olešníka a asi pět kilometrů jižně od Jaderné elektrárny Temelín. Prochází zde silnice II/105. Je zde evidováno 24 adres. V roce 2011 zde trvale žilo 43 obyvatel.
Nová Ves leží v katastrálním území Olešník o výměře 23,49 km².

## Historie
První písemná zmínka o vesnici pochází z roku 1583, (v některých zdrojích uváděno až 1601).
Nová Ves byla ve farním obvodu římskokatolické farnosti Purkarec, od 1. ledna 2020 je ve farním obvodu farnosti Hluboká nad Vltavou.

## Obyvatelstvo
| Rok            | 1869 | 1880 | 1890 | 1900 | 1910 | 1921 | 1930 | 1950 | 1961 | 1970 | 1980 | 1991 | 2001 | 2011 | 2021 |
| -------------- | ---- | ---- | ---- | ---- | ---- | ---- | ---- | ---- | ---- | ---- | ---- | ---- | ---- | ---- | ---- |
| Počet obyvatel | 176  | 172  | 145  | 124  | 144  | 154  | 128  | 117  | 105  | 68   | 48   | 32   | 29   | 43   | 40   |
| Počet domů     | 22   | 22   | 23   | 23   | 23   | 24   | 26   | 26   | 26   | 21   | 14   | 21   | 24   | 23   | 24   |

## Obecní správa
V letech 1850–1879 byla Nová Ves součástí obce Kočín. V letech 1879–1960 byla samostatnou obcí a v 12. června 1960 byla připojena ke Chlumci a spolu s ním 14. června 1964 k Olešníku.

## Pamětihodnosti
- Kaple

## Galerie

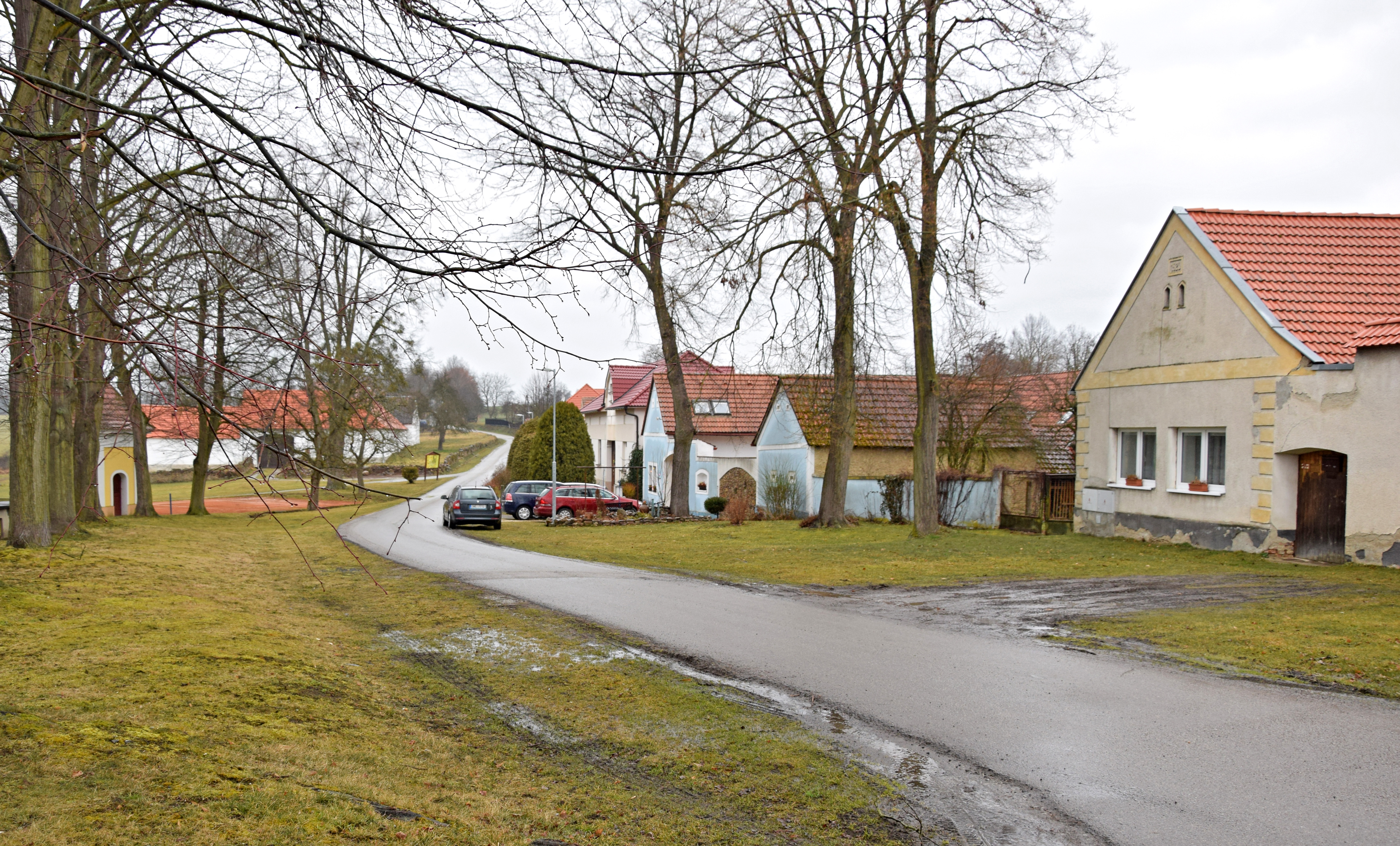
Nová Ves
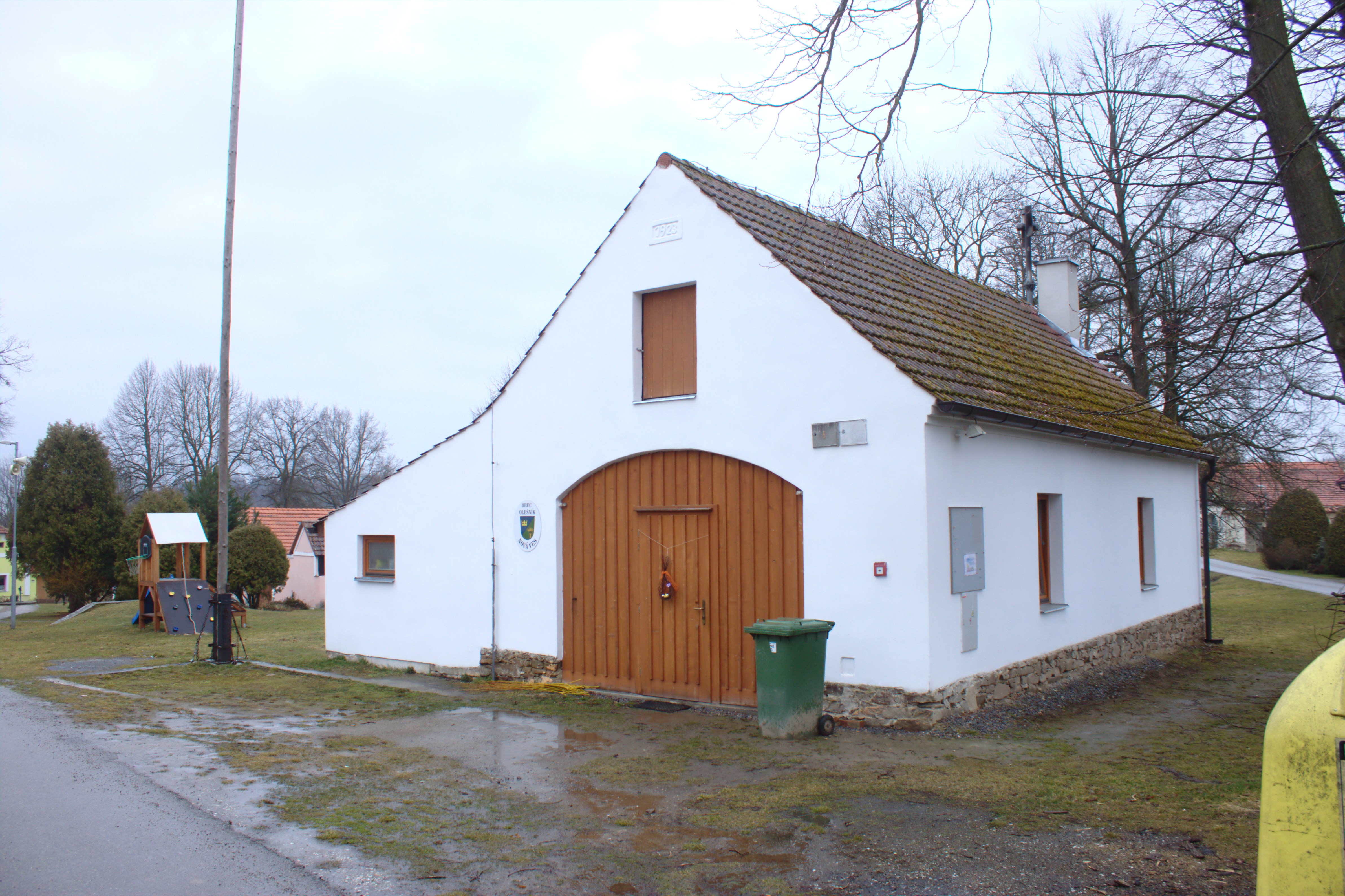
Klubovna
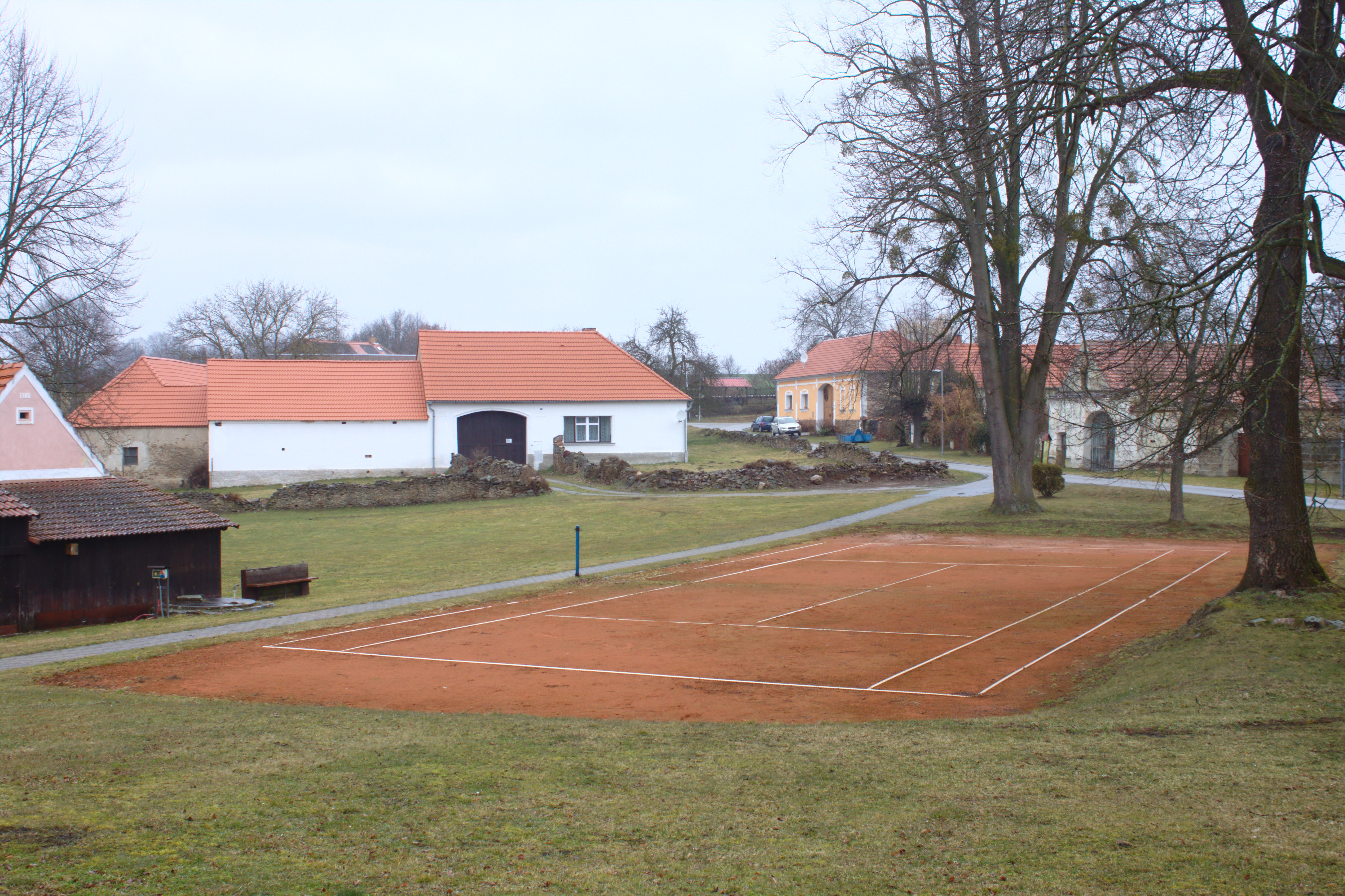
Hřiště
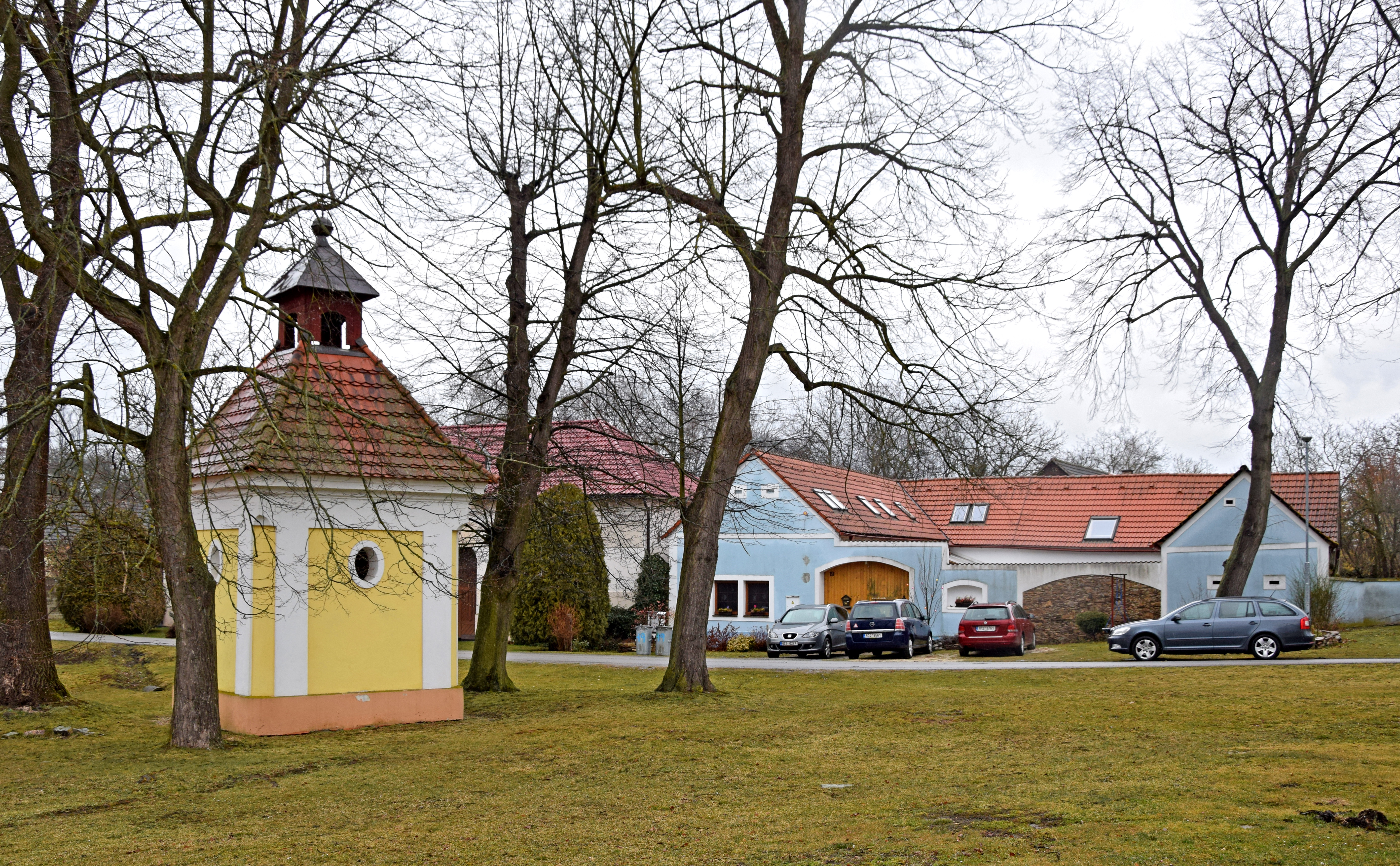
Kaple